# Alberic
Alberic là một đô thị ở comarca Ribera Alta cộng đồng Valencia, Tây Ban Nha. Đô thị này có diện tích 26,96 km², dân số thời điểm năm 2006 là 10.234 người.